# 寬口薄鰩
寬口薄鰩（學名：Insentiraja laxipella），為軟骨魚綱鰩目單鰭鰩科薄鰩屬的一種，分布於中西太平洋珊瑚海海域，深度可達880公尺，本魚體圓盤略呈心形，尾巴細長，沒有背鰭，吻尖端有肉質葉，背部呈藍灰色，腹鰭呈灰褐色，前葉較長，尾鰭不明顯，體長可達57公分，棲息在沙泥底質海域，為深海底棲性魚類，屬肉食性，卵生，生活習性不明。